# Лунево (Зубцовский район)
Лунево — деревня в Зубцовском районе Тверской области. Входит в состав Зубцовского сельского поселения.

## География
Находится в южной части Тверской области на расстоянии приблизительно 6 км на запад-северо-запад по прямой от районного центра города Зубцов.

## История
Деревня была отмечена еще на карте 1825 года. В 1859 году здесь (деревня Зубцовского уезда Тверской губернии) было учтено 10 дворов.

## Население
Численность населения: 80 человек (1859 год), 178 (русские 92 %) в 2002 году, 188 в 2010.